# TV Ripollès

Cobertura TDT de TV Ripollès.

TV Ripollès es el único canal de televisión comarcal del Ripollés, Gerona. Es de titularidad privada y pertenece al grupo Comunicacions del Ripollès. Su programación es íntegramente en catalán y combina la producción propia con la producción ajena, de la mano de la Xarxa de Televisions Locals. 

## Historia
TV Ripollès se fundó el 1993 Xavier Bea , Eudald Teixidor ,Josep Mº Coll, David Camps,Francesc Xavier Bonada, Albert Soler, Antoni Pulido. la mano de un número reducido de socios que se unieron en una sociedad limitada. Los primeros estudios se ubicaron en el casal de entidades del barrio del Pla de Sant Pere de Ripoll. Posteriormente se trasladaron a unos bajos de a pie Núria, al barrio de la Carretera de Barcelona de la misma población. Fue allá dónde experimentó el máximo crecimiento, tanto a nivel de contenidos, como de calidad. También fue durante esta etapa que el canal logró la cobertura comarcal actual, del 90% del territorio ripollès. Tras ser adquirida por Radio Ripoll y ser integrada dentro del grupo Comunicaciones del Ripollès, los estudios se trasladaron a las mismas instalaciones de Radio Ripoll, a la calle Berenguer el Vell número 1, en el centro de la ciudad.

## Actualidad
Actualmente, TV ripollès comparte el departamento de informativos y el comercial con el resto de empresas del grupo: Radio Ripoll, el semanario El Ripollès y la publicación electrónica El Ripollès Digital. 

## Programas
Los programas más destacados de la parrilla de programación de TV Ripollès, sobre todo por su antigüedad y su audiencia son la informativo Comarca Informatiu, que cuenta con una edición diaria de lunes a viernes, y de una edición de fin de semana; el informativo deportivo Nomès Esport; el programa de debate Taula Oberta; y el programa de noche El Magazín.